# Сибторг
Сибторг (Сибирское торговое товарищество) — советская организация (товарищество на паях), созданная в 1922 году и ликвидированная[уточнить] по причине упразднения Сибирского края. Главная контора находилась в Новосибирске. Одна из первых больших государственных торговых компаний начала НЭПа.

## Деятельность
Организация вела оптовую торговлю железоскобянными товарами, посудой, мануфактурой, нитками и др., занималась закупками пушнины, кожевенного сырья, щетины, сливочного масла, льна.
Кроме торговой деятельности Сибторг занимался производством пихтового масла, но в 1931 году передал все предприятия данного профиля другим организациям: большая часть перешла Сибпромсоюзу, остальное получил Охотсоюз.
На территории Сибири товарищество было представителем таких трестов как «Техноткани», «Моссукно», «Мострикот» и муромский «Металтрест».

## Отделения
Главная контора находилась в Новосибирске (Красный проспект, 36). Также отделения Сибторга работали в следующих городах: Москва (Охотный Ряд, 10), Омск, Томск, Мариинск, Барнаул, Иркутск, Красноярск, Бийск, Павлодар, Семипалатинск и др.

## Статистические данные
В 1924 товарооборот Сибторга составил 15 532 992 (с января по октябрь). Покупателями товарищества в этом году были: кооперативы — 7 093 434 руб., частные лица — 3 785 778 руб., государственные органы — 2 191 372 руб., розничная продажа — 2 465 333 руб.
В 1927 году объёмы заготовок пушнины Сибторга в Ларьякском районе (в наст. время — часть Нижневартовского района) имели следующие показатели: белка — 36199 шт., горностай — 63 шт., колонок — 175 шт., лиса — 14 шт., выдра — 3 шт., росомаха — 8.

## Известные работники
- Александр Абрамович Алябьев — русский офицер, герой Первой мировой войны. Работал сторожем в конторе Сибторга.
- Симон Афанасьевич Ермолаев — крестьянин, депутат Государственной думы I созыва от Енисейской губернии. В 1926—1928 годах работал в Сибторге специалистом по экспорту пушнины.

## Ликвидация
Товарищество было ликвидировано по причине упразднения Сибирского края.